# 대백색함대

대백색함대의 세계일주 항로. (국경선은 2009년 기준)

대백색함대(Great White Fleet)는 시어도어 루스벨트 대통령 때의 미국 해군 전투함대의 별명이다. 루스벨트의 명령에 따라 1907년 12월 16일에서 1909년 2월 22일에 걸쳐 세계일주 항해를 했다.
전함 16적에 다종다양한 보조함들이 소속되었으며, 2개 전단으로 나뉘었다. 루스벨트는 미국의 강성해지는 군사력과 외양해군 능력을 과시하여 여러 조약 및 해외 자산 보호에서 이점을 얻고자 했고, 미국 의회가 함대 조성을 위한 예산 책정을 승인하였다. 처음에는 소형함 90척에 그 중 3분의 1은 목조함인 초라한 함대로 시작했지만, 급속도로 성장하여 강철제 전투함들로 채워졌다. 소속 함정들의 선체를 민짜 흰색으로 칠했기 때문에 "대백색함대"라는 별명이 붙었다.